# Anita Borgová
Anita Borg Naffz (17. ledna 1949 Chicago – 6. dubna 2003 Sonoma) byla americká odbornice v oboru matematické informatiky a zakladatelská osobnost kyberfeminismu.
Od roku 1969 pracovala jako programátorka. Doktorát získala v roce 1981 na Newyorské univerzitě u Roberta Dewara. Od roku 1986 působila ve firmě Digital Equipment Corporation, v roce 1997 nastoupila do firmy Xerox.
Založila internetovou komunitu Systers a ústav na podporu žen v technologii AnitaB.org. Na přelomu tisíciletí vyhlásila cíl, aby do roku 2020 tvořily ženy padesát procent absolventů oboru výpočetní techniky. Iniciovala vznik odborných konferencí Grace Hopper Celebration of Women in Computing. Association for Women in Computing jí v roce 1995 udělila Ada Lovelace Award. V roce 2002 získal čestný doktorát Univerzity Carnegieho–Mellonových.
Zemřela v 53 letech na mozkový nádor. University of New South Wales uděluje svým studentům cenu Anita Borg Award a firma Google zavedla stipendium nesoucí její jméno.